# Saint-Crespin-sur-Moine
Saint-Crespin-sur-Moine là một xã thuộc tỉnh Maine-et-Loire trong vùng Pays de la Loire phía tây nước Pháp. Xã này nằm ở khu vực có độ cao trung bình 71 mét trên mực nước biển.